# Montée de Vauzelles
La montée de Vauzelles est une voie du quartier des pentes de la Croix-Rousse dans le 1er arrondissement de la ville de Lyon, en France.

## Odonymie
Selon l'historien Louis Maynard, l'impasse et la rue de Vauzelles, cette dernière qu'il nomme « rue Vauzelles », honorent le magistrat et jurisconsulte lyonnais Mathieu de Vauzelles du XVe siècle. Juge-mage ou lieutenant du sénéchal nommé par François Ier, il est échevin en 1524. Il a permis de mettre fin aux émeutes frumentaires de la Grande Rebeyne de 1529. Puis il est tour à tour recteur de l'Aumônerie générale, avocat du roi et procureur général au Parlement des Dombes.